# بالگردگاه اوسیلیوان
بالگردگاه اوسیلیوان (به انگلیسی: O'Sullivan Army Heliport) یک فرودگاه نظامی با کد یاتا CSL است. این فرودگاه در کشور ایالات متحده آمریکا قرار دارد و در ارتفاع ۷۶ متری از سطح دریا واقع شده است.